# 沃兹德维任卡 (波克罗夫斯克区)
沃兹德维任卡（羅馬化：Vozdvyzhenka）是乌克兰東部顿涅茨克州波克羅夫斯克區赫罗迪夫卡市镇内的村庄。2024年4月28日，该村遭到了俄军的导弹袭击。2025 年 1 月 1 日， 俄羅斯武裝部隊在波克羅夫斯克攻勢中控制了該村莊。

## 人口统计
根据2001年烏克蘭人口普查，该村的人口为381人。该村人口的母语比率占比：
- 乌克兰语：84.78%
- 俄语：15.22%